# カメオドール
『カメオドール』は田村てまりによる日本の4コマ漫画作品。『月刊IKKI』（小学館）にて、2005年9月号から連載中。IKKI COMICS（小学館）にて単行本化されている。

## 概要
日本の田舎を舞台に、カメと主、及び彼らを取り巻く人や動物達が織り成す生活を描く4コマ漫画である。
実在する生物をモデルとして描かれているが、物語はあくまでフィクションであり、実際の生態と異なる点が多々存在するため、単行本1巻には「本書を読まれる際のご注意」として「本書には作家の猛烈なカメ愛が含まれておりますが、実際の飼育上あり得ない事などが多々描かれています。実際に飼育されたい方は、正しい入手法で、正しい飼育書をご参考に、正しい覚悟を持って飼育してください」と書かれている。

## キャラクター
カメ
物語の語り部的存在であるリクガメ。10年程前密輸業者の靴下の中に入れられて日本に入国するが空港内ではぐれ、偶然通りかかった主に拾われ、以降彼と生活を共にするようになる。
個々のエピソードは、彼の「我輩はカメである」のモノローグから始まる。
言葉こそ話さないが、人間の言葉を理解し、豊富な知識を有し、風流を解す精神性すらある高い知性の持ち主であるが、時々野生の血がうずいて主の年収の大半を占める一番茶葉を食い尽くすなどの行動をおこすことがある。
具体的な品種名については様々な問題のため作中に明記されていないが、外見上の特徴やアフリカ最大の種でサイテス2という記述からケヅメリクガメと推定される。
主
カメの飼い主。幼い頃身寄りのない茶農家を助けた縁で彼から茶園を譲り受け、以来茶園主としてカメと共に世間的にはほぼセミリタイアといった生活を送っている。
性格はマイペースで大らか。前述のとおり時々売り物である茶葉をカメに食べられているため、現金収入は非常に低く、余程の極貧でなければ購入できる害虫駆除剤や防露ファン、スプリンクラーすら揃えられていないが、殆ど気にしている様子はない。烏頭（トリカブトの根）やマンダラゲで麻酔を作り傷口の縫合を行う（無論無免許で）など、しばしば突拍子もないことをする。やや浮世離れした彼をカメは少々危なっかしく感じその身を案じている。
隣人
カメや主と共に古い町屋に住む男。職業は「風来坊」。町で売り払うためにイノシシを捕獲しようとして大怪我を負った際に主に救われ、町屋に居つくようになる。
主のマイペースさに付き合うある意味において「できた人間」ではあるが、生きとし生ける物の大半を食料と見なす精神構造の持ち主であり、彼の部屋の前には彼の食べたものの残骸と思しきイノシシの骨や鳥の羽などが散らばっている事がある。無論カメも例外ではなく、カメのことを「肉」と呼んでいる。
大家
カメらの住む町屋の持ち主である老人。
なお彼の所有する町屋は、かつて呉服屋の持ち家だったものが「切腹介錯のエキスパート」らに襲撃されて乗っ取られたというエピソードがあり、屋内の最低3箇所に死体を壁に塗りこんだ跡があり、そのため家賃は格安となっている。
海犬
主の友人である漁師の飼い犬。メスであるが精悍な容姿で性格は獰猛。隣人の耳朶を食いちぎったこともある。
大将

似（モドキ）
近所に生息するスッポンモドキ。生息していた池が干上がってミイラ状になっていたところを主に助けられる。
間の抜けた容姿だが、長く伸びた鼻から水鉄砲のように高圧の水を噴出させる事ができ、食欲旺盛、かつ空気の読めない性格。
ダチョウ

## 単行本
IKKI COMICS（小学館）にて単行本が2巻刊行されている。
第1巻 ISBN 9784091884107 2008年4月26日発売
第2巻 ISBN 9784091884954 2010年1月29日発売